# IC 2513
IC 2513 је спирална галаксија у сазвјежђу Шмрк (Пумпа) која се налази на листи објеката дубоког неба у Индекс каталогу.
Деклинација објекта је - 32° 53' 2" а ректасцензија 9h 50m 0,6s. Привидна величина (магнитуда) објекта IC 2513 износи 12,5 а фотографска магнитуда 13,3. IC 2513 је још познат и под ознакама IC 2514, MCG -5-23-19, ESO 374-50, PGC 28283, AM 0947-323, PGC 28290.